# DLC
A DLC (downloadable content, azaz magyarul letölthető tartalom) megjelent játékokhoz készített kiegészítő(k). Az egyszerű modoktól elsősorban az különbözteti meg a DLC-ket, hogy míg az előbbit a játékosok, addig az utóbbit maga az alapjáték fejlesztője készíti és teszi közzé. Ezeket a kiegészítőket a 2000-es évek közepén még lemezes formában (CD/DVD) osztotta meg a fejlesztő, míg manapság, az online játékáruházak (pl.: Steam) elterjedésével ezek a tartalmak is ott váltak elérhetővé.
A letölthető tartalmak célja, hogy kibővítsék az alapjátékot akár csak egyszerű kozmetikai kiegészítőkkel, például új ruhadarabokkal vagy fegyver skinekkel, de kerülhetnek a játékba új járművek, új képességek, de egy többjátékos módú játék esetében akár újabb pályákat, játékmódokat, 
egy egyjátékos módú játék esetében pedig új küldetéseket is hozzáadhatnak a fejlesztők. Azt, hogy a plusz tartalmat ingyenesen letöltheti az alapjátékkal rendelkező, vagy fizetni kelljen érte, a játék fejlesztője dönti el.
A letölthető tartalmak a hatodik-generációs játékkonzolok idejében vált meghatározóvá. Egy játék Special Edition, Deluxe Edition, Complete Edition vagy Game of The Year Edition újrakiadásában általában szerepelni szoktak a korábban kiadott kiegészítők.

## Példa a termékbővítő DLC-re
Euro Truck Simulator 2 szócikkünk bemutatja, milyen DLC-k állnak rendelkezésre egy adott alapjáték esetében.